# 吉田庄一郎
吉田 庄一郎（よしだ しょういちろう、1932年8月25日 - ）は日本の光学設計者、実業家。元ニコン社長・会長。東京府出身。
ニコンでは日本企業として初めてステッパーの製品化を実現したことで知られる。

## 略歴
- 1945年（昭和20年）3月 - 東京高等師範学校附属国民学校（現・筑波大学附属小学校）卒業。
- 1948年（昭和23年）3月 - 東京高等師範学校附属中学校（現・筑波大学附属中学校）卒業。（特別科学学級在籍）
- 1951年（昭和26年）3月 - 東京教育大学附属高等学校（現・筑波大学附属高等学校）卒業。

附属中・高の同期には、嘉納行光（元全日本柔道連盟会長）、藤井裕久（元財務大臣）、小林信彦（小説家）、鈴木淑夫（元日本銀行理事）、徳山明（元富士常葉大学学長）、中江陽三（元NHKアナウンサー）などがいる。
- 1956年（昭和31年）3月 - 東京大学工学部精密工学科卒業。
  - 4月 - 日本光学工業（現ニコン）入社。天体望遠鏡、分光器などの設計に従事した。
- 1961年（昭和36年） - 天体望遠鏡で星からの光を分光する回折格子を製造するルーリング・エンジンの開発を手がける。
- 1983年（昭和58年）6月 - 日本光学工業取締役精機事業部長に就任。
- 1984年（昭和59年）4月 - 科学技術庁長官賞受賞。
- 1985年（昭和60年） - 新技術開発事業団（現科学技術振興機構）創造科学技術プロジェクト「吉田ナノ機構」の総括責任者に就任（～1990年9月）。
- 1987年（昭和62年）6月 - 日本光学工業常務取締役に就任。
- 1988年（昭和63年） - ニコン専務取締役に就任。
- 1991年（平成3年）4月 - 藍綬褒章受章。
- 1993年（平成5年）6月 - ニコン取締役副社長に就任。
- 1997年（平成9年）5月 - 社団法人日本半導体製造装置協会会長に就任。
  - 6月 - ニコン取締役社長に就任。
- 2000年（平成12年）3月 - 社団法人精密工学会会長に就任。
- 2001年（平成13年） - ニコン取締役会長兼CEOに就任。
- 2002年（平成14年）5月 - 社団法人日本望遠鏡工業会会長に就任。
  - 6月 - 日本光学工業協会会長に就任。
- 2003年（平成15年）7月 - レジオンドヌール勲章シュヴァリエ受章。
- 2005年（平成17年） - ニコン相談役に就任。
- 2006年（平成18年） - IEEE（電気電子学会）よりIEEEロバート・ノイス・メダルを受賞。
- 2012年（平成24年）11月 - 旭日重光章を受章[1]。

## 著書
- 超精密マシンに挑む―ステッパー開発物語（日本経済新聞出版社、2008年）ISBN 978-4532313739

## ステッパー
ニコンの参入以前、ステッパーの市場は事実上アメリカのGCA社が寡占している状態だった（文献によればシェアが90%以上に達していたとも伝えられる）。しかし日本でも、1976年に超LSI技術研究組合が設立され本格的な超LSIの開発に向けた研究が進められていく中で、半導体製造装置についても国産化が強く求められた。
それまでのステッパーでは、半導体ウェハーとフォトマスクの縮尺が1:1（ウェハー1枚分の回路がそのままフォトマスクに作られていた）となっていたが、半導体製造プロセスの微細化が進むにつれそれに対応した精度を持つフォトマスクの製造が困難になりつつあった。そのため超LSI技術研究組合では、半導体チップ1個分のフォトマスクを本来のチップサイズよりも数倍大きなサイズで作成した上で、フォトマスクを光学的に縮小しながらチップ1個分ずつウェハー上に転写していく「ステップ・アンド・リピート方式」への転換が必要との認識が高まり、光学系の技術のあるニコンでも新規事業への参入を検討していたところであったことから思惑が一致し、ステッパー市場に参入することになった。
当時ニコンで精機事業部精機設計部と精機営業部双方のゼネラルマネージャー（一般企業での課長級職とのこと）を兼務していた吉田はその開発責任者となり、1980年に初めて国産ステッパー1号機「NSR-1010G」を製品化。1980年代に急速にGCAを駆逐してシェアを拡大し、一時ステッパー業界で世界シェアNo.1を記録するまでに至った。
しかし1990年代後半になると、ステッパー市場でオランダのASMLが急激にシェアを伸ばし、ニコンは世界シェアトップの座から転落してしまう。この時期吉田はニコンの社長・会長となっていたが、かつて自らが育て上げたステッパーに関して言えば売上を伸ばせず苦しい経営を強いられた。一方でステッパーに関する特許侵害で2001年にはASMLを提訴し、2004年9月にASMLおよびカール・ツァイス両社から約160億円の和解金を受け取ることで和解が成立、事実上の勝訴を勝ち取った。吉田はこれを花道に翌年に同社相談役に退いている。